# 奧爾洛夫斯科耶湖

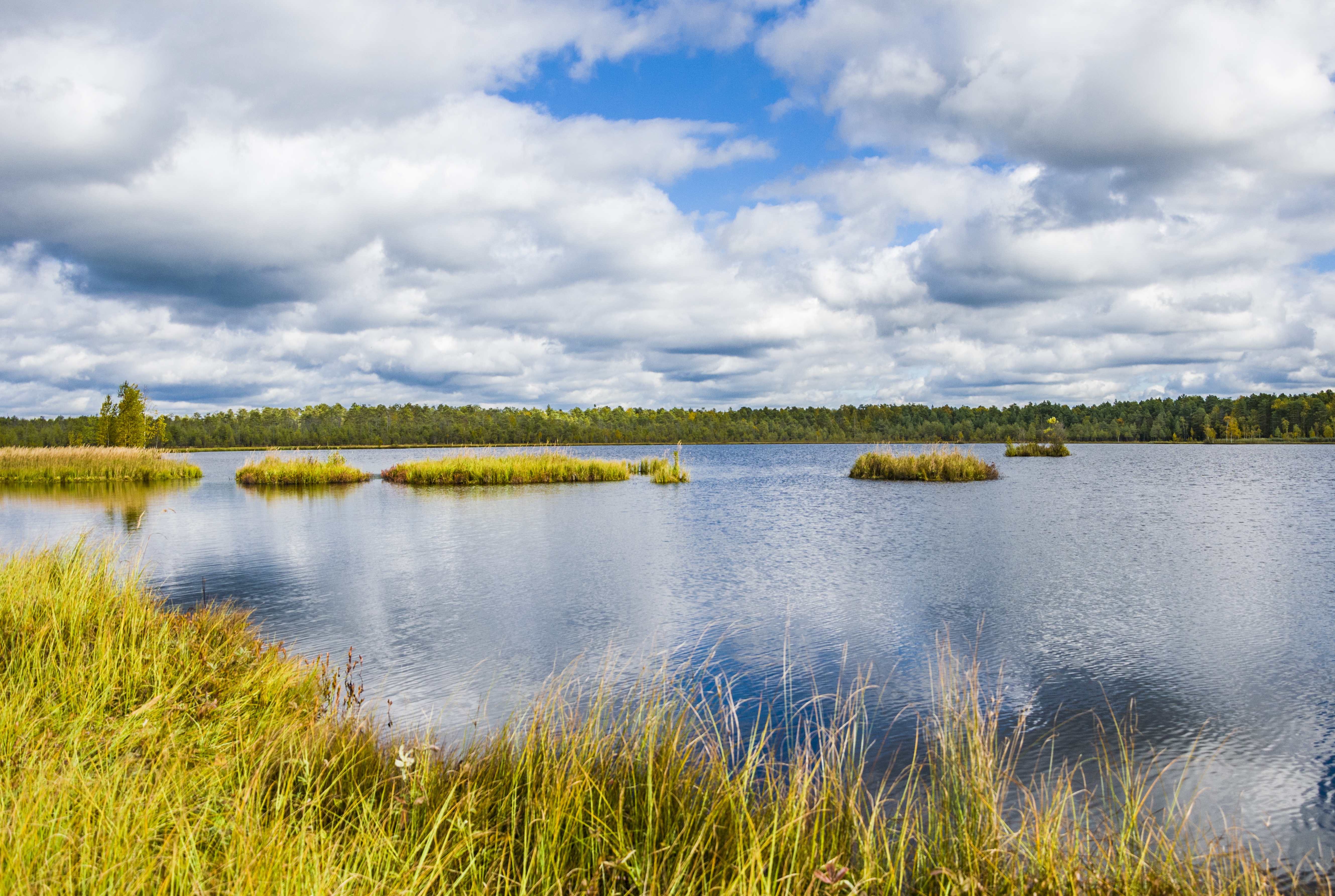

奧爾洛夫斯科耶湖（俄语：Орловское озеро），是俄羅斯的湖泊，位於該國中西部，由基洛夫州負責管轄，長0.55公里、寬0.36公里，面積0.338平方公里，海拔高度150米，湖岸線長度1.4公里，最大水深5米。